# 다락방의 꽃들
《다락방의 꽃들》은 V. C. 앤드루스의 1979년 고딕 소설이다. 돌랑거 시리즈의 첫 번째 책이다. 소설은 캐시 돌런갱어의 관점에서 1인칭으로 쓰여졌다. 1987년과 2014 년 두 차례 영화화됐다. 이 책은 전 세계적으로 4000만 부 이상 팔릴 정도로 큰 인기를 끌었다.

## 구성
1957년 돌런갱어 가족은 아버지 크리스토퍼, 어머니 코린, 14살 크리스, 12살 캐시, 그리고 5살 쌍둥이 캐리와 코리로 구성되어 있으며, 크리스토퍼가 교통사고로 사망할 때까지 코린은 자식들을 부양할 수 있는 빚더미에 올라앉아 있다.
집이 압류당하기 직전, 코린은 아이들에게 크리스토퍼와의 결혼이 백만장자 아버지 말콤 폭스워스를 불쾌하게 해서 그녀의 상속권을 박탈했다고 말한다. 현재 말콤은 심장병으로 죽어가고 있으며 코린은 아버지의 사랑을 되찾기 위해 버지니아 폭스워스 홀에 있는 어린 시절 집으로 돌아갈 예정이다. 말콤은 코린이 크리스토퍼와의 결혼으로 아이를 가졌다는 사실을 몰랐기 때문에, 아이들은 코린이 아버지에게 이 소식을 전할 때까지 거대한 폭스워스 홀의 외딴 위층 방에 숨어야 한다. 그녀는 아이들이 단지 며칠 동안만 그 방에 있을 것이라고 장담한다.
폭스워스 홀에서 코린의 어머니는 집의 큰 다락방에 연결된 침실에 아이들을 가둔다. 할머니는 코린에게 크리스토퍼가 말콤의 이복동생이고, 코린의 반삼촌이며, 아이들은 근친상간의 산물이라는 것을 밝히라고 강요한다. 할머니는 아이들이 '악마의 산아'라고 믿고 근친상간 생각에 사로잡혀 이성간의 모든 접촉을 금지하면서도 아이들이 시끄럽게 하거나 방 창문을 열지 못하게 한다. 오직 다락방에서만 그들은 자유롭게 놀 수 있다.
캐시와 크리스는 쌍둥이들을 위한 상상 속의 정원을 만들기 위해 다락방을 종이 꽃으로 장식함으로써 상황을 최대한 활용하려고 한다. 할머니는 매일 아침 소풍 바구니를 들고 와서 아이들에게 겸손함과 경건함을 추궁하는데, 아이들이 너무 순진해서 제대로 이해할 수 없는 질문들이다. 처음에는 어미가 장난감과 선물을 가지고 하루에도 여러 번 방문하지만 시간이 지나면서 어미의 방문은 산발적으로 늘어납니다. 몇 달이 흐른 후, 캐시와 크리스는 그녀와 마주하게 되는데, 그녀는 며칠 안에 풀려날 것이라고 약속했다. 코린은 마침내 할아버지가 돌아가실 때까지 방에 있어야 한다고 고백한다.
1년 후, 캐시와 크리스는 둘 다 사춘기에 접어들었고, 쌍둥이들은 불충분한 영양 섭취와 햇빛의 부족으로 발육이 멈춘다. 캐시와 크리스는 서로에 대한 로맨틱하고 성적 매력을 키우지만, 감정을 부정하기 위해 최선을 다한다. 할머니는 크리스가 반쯤 차려입은 캐시를 쳐다보는 것을 붙잡고 2주 넘게 식량 공급을 끊으며 아이들을 벌한다. 굶어죽기 직전의 캐시와 크리스는 도움을 구하기 위해 쌍둥이들과 함께 탈출하기로 결심한다. 그들이 계획을 진행하기 전에, 할머니는 희귀한 가루 설탕 도넛을 포함한 음식을 다시 가져오기 시작한다. 곧이어 모든 아이들이 끊임없는 사소한 병을 호소하기 시작한다.
또 1년이 지났다. 몇 달 후, 코린은 새 남편 바트 윈슬로와 함께 유럽 신혼여행을 갔었다고 설명하며 아이들을 방문한다. 캐시와 크리스는 화가 났지만, 코린이 그녀와 대면하게 되면 그들을 영원히 버릴까 봐 두려워한다.
쌍둥이들의 건강이 나빠지고 있다는 것을 깨달은 크리스와 캐시는 탈출하기로 결심한다. 크리스는 나무로 된 골격 열쇠를 만듭니다. 이후 몇 달 동안, 그와 캐시는 돌아가며 어머니의 스위트룸으로 내려가 밖에서 생활할 자금을 마련하기 위해 현금과 보석을 훔친다. 어느 날 밤, 캐시는 잠든 계부를 발견하고 그에게 키스한다. 크리스는 키스 사실을 알고 질투와 분노로 캐시를 강간한다. 이후, 그는 죄책감에 휩싸이고 캐시는 크리스에 대한 사랑 때문에 그 행동에 대해 갈등을 겪는다.
코리는 치명적인 병에 걸린다. 캐시는 코린에게 병원에 데려가 달라고 애원하지만, 코린은 망설인다. 분노한 캐시는 그녀에게 코리의 목숨을 구하지 않으면 그들의 존재를 할아버지에게 밝힐 것이라고 말한다. 코린은 마침내 코리를 데려갔지만 다음날 아침 아이들에게 코리가 폐렴으로 죽었다는 사실을 알리기 위해 돌아간다. 아이들은 망연자실하며 캐시는 코리의 죽음이 크리스와의 성적인 만남에 대한 신의 벌이 아닌지 궁금해한다.
크리스는 엄마 방에서 도둑질을 계속하지만, 코린과 바트는 폭스워스 홀에서 영원히 떠나게 된다. 하인들의 이야기를 엿들은 크리스는 할아버지가 1년 전 돌아가셨고 할머니가 쥐의 침입으로 인해 쥐약에 오염된 음식을 다락방에 방치해왔다는 사실을 알게 된다. 크리스는 이것을 그들이 먹이는 도넛과 연결시키고 코리가 비소 중독으로 죽었다는 것을 깨닫는다.
남은 세 명의 아이들은 마침내 플로리다로 가는 기차를 타기 위해 폭스워스 홀을 떠난다. 경찰서에서 크리스는 코린의 유산이 그녀가 첫 결혼에서 자식이 없다는 것을 조건으로 하고 있다는 것을 알게 된다. 크리스와 캐시는 그들의 주된 관심사가 함께 지내는 것이기 때문에 당국에 연락하지 않기로 결정하지만, 캐시는 언젠가 코린이 그녀의 범죄에 대한 대가를 치르게 할 것이라고 맹세한다.